# Per piacere... non salvarmi più la vita
Per piacere... non salvarmi più la vita (City Heat) è un film del 1984 diretto da Richard Benjamin.

## Trama
Già allievi della stessa Scuola di Polizia, la vita ha poi separati Speer e Murphy: il primo è un intransigente e spicciativo tenente delle Forze dell'ordine di Kansas City, l'altro ha messo su un'Agenzia investigativa, di cui è socio il nero Dehl Swift e segretaria l'affezionata Addy. Speer e Murphy, quando si incontrano, non la finiscono mai di stuzzicarsi e provocarsi, pur rispettandosi a vicenda nella sostanza. Swift si mette nei guai ricattando un losco uomo d'affari e facendo il doppio gioco tra lui ed un altro boss della malavita locale: egli è in possesso di documenti contabili compromettenti, che naturalmente fanno gola a quest'ultimo. Così Swift, tutto impegnato a far quattrini per poi tagliare la corda, ci rimetterà la pelle e il suo socio Murphy deve correre ai ripari. E il tenente non potrà che dargli una mano, pistola in pugno, per aiutare l'amico-rivale ed inchiodare i gangsters. Ne conseguono molte e spericolate peripezie, fughe e sparatorie, più il sequestro di Caroline (una pupa di classe, amica di Murphy), il caso di Genny Lee, una graziosa cantante fidanzata del defunto suo socio, testimone di un delitto e quindi braccata anche lei dagli scagnozzi di turno e perfino il sequestro di Addy, che sarà liberata dai due amici, ma solo dietro consegna della valigetta contenente i famosi registri. Nella valigetta vi è però anche una bomba - un omaggio di Murphy - e la banda dei cattivi salta per aria. Il tenente e Murphy si ritrovano poi, ad azione compiuta, in un localino di lusso, dove l'esuberante Murphy fa presto ad attaccare lite con qualcuno: in mezzo ad un fuoco d'artificio a base di pugni e di bicchieri infranti, l'impassibile Speer lascia tuttavia che egli se la sbrighi da solo, accompagnando al pianoforte la canzone di Ginny Lee.

## Distribuzione

### Edizione italiana
Il doppiaggio italiano, eseguito dalla C.D.C., rappresenta una delle poche occasioni successive al 1976 in cui Eastwood non è doppiato da Michele Kalamera, qui sostituito da Pino Locchi.

## Riconoscimenti
- Razzie Awards
  - Razzie Award al peggior attore protagonista a Burt Reynolds